# Festival internacional del cine mediterráneo de Montpellier
El Festival internacional del cine mediterráneo de Montpellier (en francés: Festival international du cinéma méditerranéen de Montpellier) o Cinémed, es un festival de cine que se desarrolla cada año en la ciudad francesa de Montpellier. El festival propone proyecciones de cortos y largometrajes, documentales y películas de animaciones, noches temáticas, estrenos, invitados famosos (actores, productores...), animaciones para público joven, encuentros, exposiciones.
El festival fue fundado en 1979 por el equipo del Cineclub Jean Vigo, un cineclub de Montpellier muy activo desde mediados de los años 1950. Llamado en sus inicios «Encuentros con el cine mediterráneo» (Rencontres avec le cinéma méditerranéen), adoptó su nombre actual en 1989, año en el que decidió tener una sección de películas en competición. Se dedica a divulgar el cine de los países de la cuenca mediterránea, del Mar Negro, de Portugal y de Armenia.